# Don Chisciotte (serie animata 1980)
 (ずっこけナイト ドンデラマンチャ?, Zukkoke knight Don De La Mancha), nota anche come Don Chisciotte e Sancho Pancha, è una serie televisiva animata giapponese prodotta nel 1983 da Ashi Productions. I personaggi dell'anime sono liberamente ispirati al romanzo Don Chisciotte della Mancia, di Miguel de Cervantes. In Italia è stata trasmessa dalle reti locali nel 1983.

## Personaggi
- Don Chisciotte
- Sancho Pancha
- Dulcinea

## Doppiaggio
Il doppiaggio italiano è stato effettuato presso lo studio Doppler Cinematografica.
| Personaggio    | Doppiatore giapponese | Doppiatore italiano |
| -------------- | --------------------- | ------------------- |
| Don Chisciotte | Kenji Utsumi          | Sandro Pellegrini   |
| Sancho Pancha  | Etsuo Wakui           | Gastone Pescucci    |
| Dulcinea       | Mami Koyama           | Liliana Sorrentino  |

## Episodi
| Nº | Titolo inglese Giapponese 「Kanji」 - Rōmaji                                                  | In onda           | In onda |
| Nº | Titolo inglese Giapponese 「Kanji」 - Rōmaji                                                  | Giapponese        |         |
| 1  | Where are you, dear princess 「想い姫よいずこ」 - omoi hime yoizuko                           | 15 aprile 1980    |         |
| 2  | Witches prefer knights 「魔女は騎士がお好き」 - majo ha kishi gao suki                        | 22 aprile 1980    |         |
| 3  | Surprise: Monster and child 「びっくり怪獣親子」 - bikkuri kaijū oyako                        | 29 aprile 1980    |         |
| 4  | Don the beast tamer 「ドンは猛獣使い」 - don ha mōjūtsukai                                    | 6 maggio 1980     |         |
| 5  | Who's the big thief 「大盗賊はだれだ」 - daitōzoku hadareda                                   | 13 maggio 1980    |         |
| 6  | Don the cowboy 「ドンはカウボーイ」 - don ha kauboi                                           | 20 maggio 1980    |         |
| 7  | Dojinante the great steed? 「迷馬?ドジナンテ」 - mei uma? dojinante                           | 27 maggio 1980    |         |
| 8  | Duel on pirate island 「海賊島の決闘」 - kaizoku shima no kettō                               | 3 giugno 1980     |         |
| 9  | Dracula: A love story 「ドラキュラ恋の物語」 - dorakyura koi no monogatari                    | 10 giugno 1980    |         |
| 10 | The brat prince's rampage 「大暴れわんぱく王子」 - ooabare wanpaku ōji                        | 17 giugno 1980    |         |
| 11 | Curse of the pyramid 「ピラミッドのたたり」 - piramiddo notatari                              | 24 giugno 1980    |         |
| 12 | Rockabye princess in the tank 「姫は戦車に揺られて」 - hime ha sensha ni yura rete            | 1º luglio 1980    |         |
| 13 | Escape from demon island 「悪魔島からの脱出」 - akuma shima karano dasshutsu                  | 8 luglio 1980     |         |
| 14 | The secret of Mona Lisa 「モナリザの秘密」 - monariza no himitsu                              | 15 luglio 1980    |         |
| 15 | Farewell to special powers 「神通力よさらば」 - jintsūriki yosaraba                           | 22 luglio 1980    |         |
| 16 | Nostradumus's great prophecy 「ウスノロダメスの大予言」 - usunorodamesu no daiyogen           | 29 luglio 1980    |         |
| 17 | Princess Don and the beast 「ドン姫と野獣」 - don hime to yajū                                | 5 agosto 1980     |         |
| 18 | Demon king of the jungle 「密林の大魔王」 - mitsurin no daimaō                                | 12 agosto 1980    |         |
| 19 | Mermaid's tears 「人魚姫の涙」 - ningyohime no namida                                         | 19 agosto 1980    |         |
| 20 | Amazon queen 「アマゾンの女王」 - amazon no joō                                               | 26 agosto 1980    |         |
| 21 | Neron the tyrant and Vera Cruz 「暴君ネロンとベラクルス」 - bōkun neron to berakurusu         | 9 settembre 1980  |         |
| 22 | Magic mirror of snow white castle 「白雪城のマジックミラー」 - shirayuki shiro no majikkumira | 16 settembre 1980 |         |
| 23 | Santa Claus, master thief 「怪盗サンタクロース」 - kaitō santakurosu                          | 23 settembre 1980 |         |